# 1894 en science
| Années de la science : 1891 - 1892 - 1893 - 1894 - 1895 - 1896 - 1897    |
| Décennies de la science : 1860 - 1870 - 1880 - 1890 - 1900 - 1910 - 1920 |

Cet article présente les faits marquants de l'année 1894 en science.

## Événements
- Printemps : Joseph de Laporterie et Édouard Piette entreprennent des fouilles dans la grotte du Pape à Brassempouy. Ils découvrent cinq figurines, dont la Dame de Brassempouy, fragment de statuette en ivoire de mammouth datant du Paléolithique supérieur[1].
- 14 avril : les frères Kellogg inventent les corn-flakes[2].
- Septembre : le préhistorien Émile Rivière découvre en Dordogne la grotte de la Mouthe, une grotte ornée du Paléolithique supérieur. Le 11 avril 1895 Édouard et Gaston Berthoumeyrou y voient des gravures de bison sur les parois. Émile Rivière commence les fouilles en juin 1895[3].

### Sciences physiques
- 21 mars : rare alignement de quatre objets célestes vers 23:00 UTC : Mercure transite devant le Soleil depuis Vénus et Mercure et Vénus transitent devant le Soleil depuis Saturne[4].

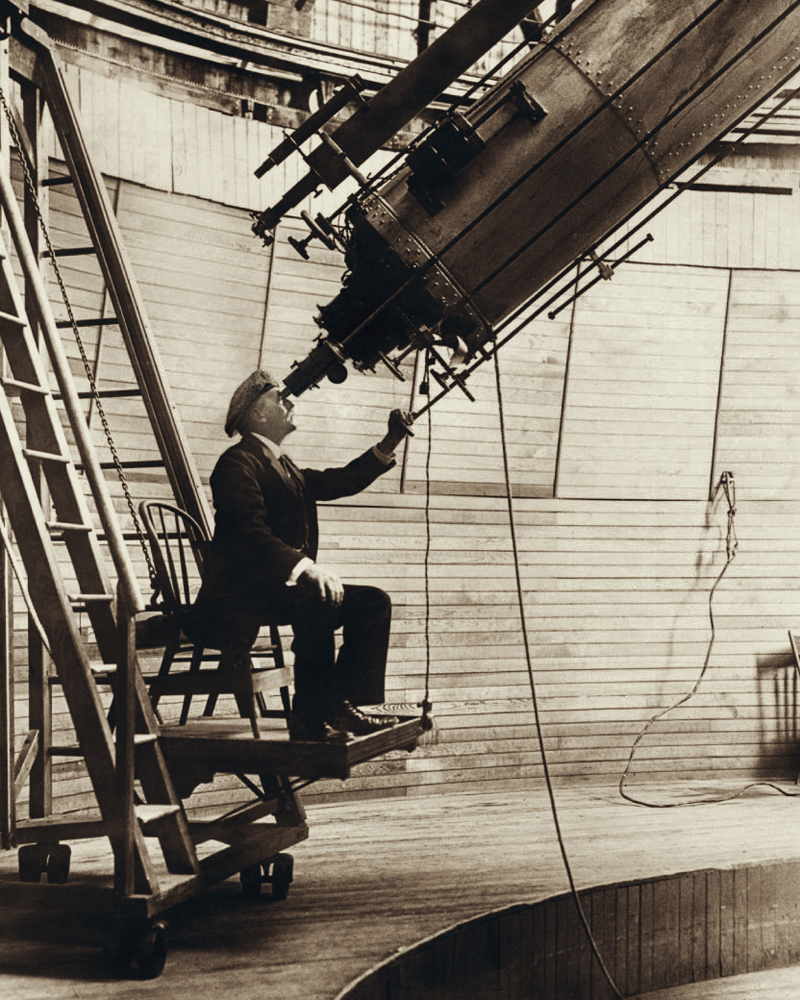
Percival Lowell observant Mars à l'observatoire Lowell.

- 16 avril : l'astronome américain Percival Lowell décide de faire construire un observatoire à Flagstaff pour étudier les canaux martiens[5].
- Juin et juillet : François Gonnessiat, directeur des observations méridiennes de l'observatoire de Lyon, est le premier astronome français à confirmer l'existence des oscillations de Chandler dans deux articles du Bulletin astronomique intitulés Sur les variations de la latitude à l'Observatoire de Lyon[6].
- 13 août : le physicien britannique Lord Rayleigh et le chimiste Sir William Ramsay annoncent à l'Association britannique pour l'avancement des sciences réunie à Oxford leur découverte de l'argon[7].
- 14 août : le physicien britannique Oliver Lodge, lors d'une réunion de l'Association britannique pour l'avancement des sciences fait la démonstration de la transmission radio à l'aide d'un cohéreur Branly amélioré[8].

- Le physicien russe Aleksandr Popov invente l'antenne dont il munit un cohéreur pour la détection des orages[9].

## Publications
- Jean Pierre Mégnin : La faune des cadavres - application de l'entomologie à la médecine légale, qui pose les bases de l’entomologie médico-légale.

## Prix
- Médailles de la Royal Society

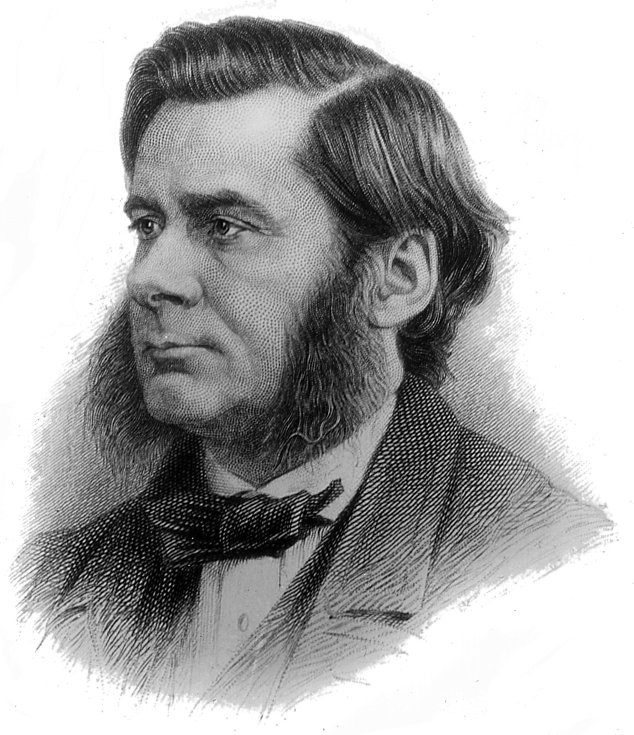
Thomas Henry Huxley

  - Médaille Copley : Edward Frankland
  - Médaille Darwin : Thomas Henry Huxley
  - Médaille Davy : Per Teodor Cleve
  - Médaille royale : Joseph John Thomson, Victor Alexander Haden Horsley (en)
  - Médaille Rumford : James Dewar

- Médailles de la Geological Society of London
  - Médaille Lyell : John Milne
  - Médaille Murchison : William Talbot Aveline
  - Médaille Wollaston : Karl Alfred von Zittel

- Médaille Linnéenne : Ernst Haeckel

## Naissances

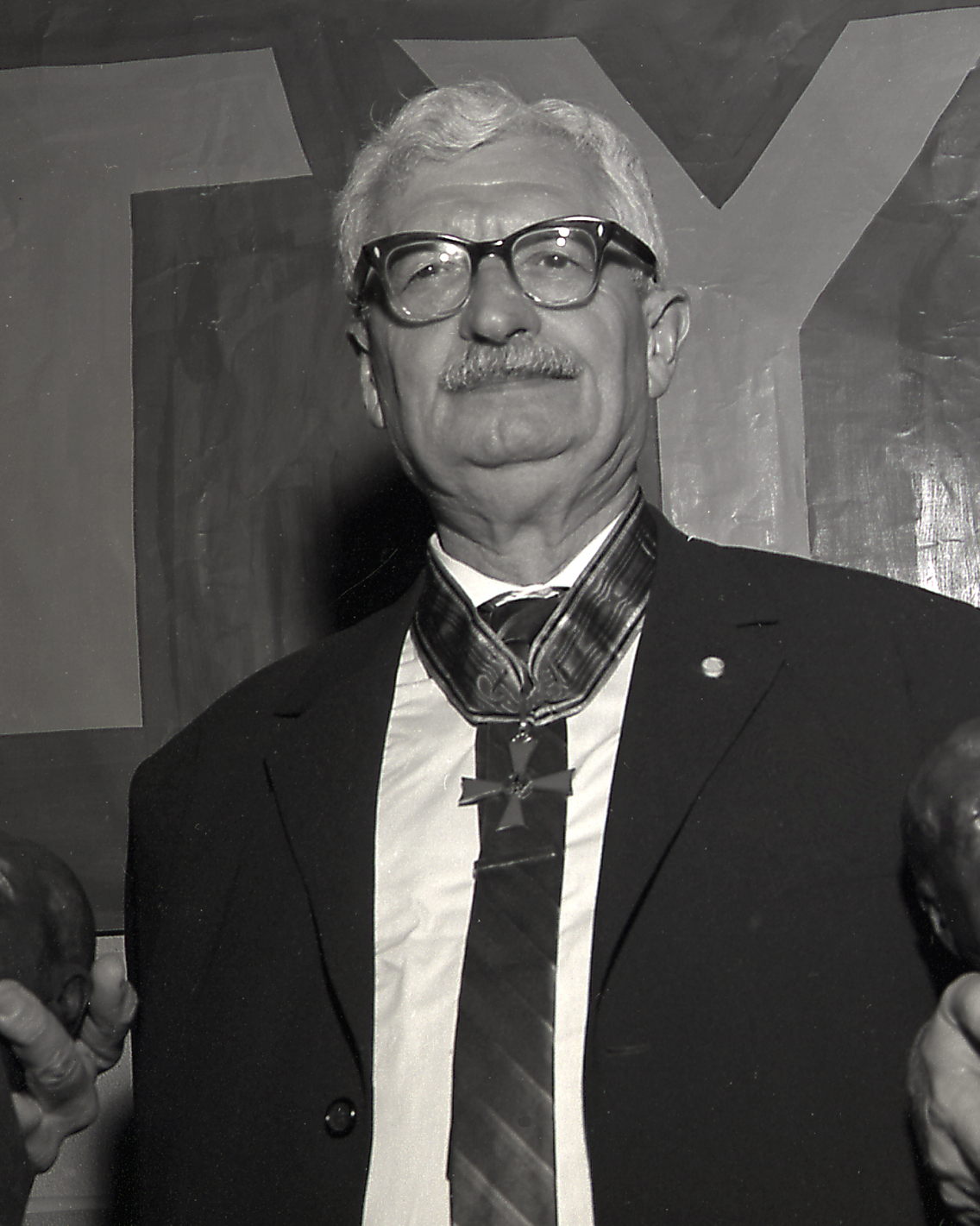
Hermann Oberth

- 11 janvier : Félix Chemla Lamèch (mort en 1962), météorologue et sélénographe français.
- 27 janvier : Václav Hlavatý (mort en 1969), mathématicien et physicien théoricien tchèque, puis américain.

- 11 février : Izaak Kolthoff (mort en 1993), chimiste néerlandais.

- 2 mars : Alexandre Oparine (mort en 1980), biochimiste et auteur soviétique.

- 7 avril : Louis Plack Hammett (mort en 1987), chimiste américain.
- 16 avril : Jerzy Neyman (mort en 1981), statisticien polono-américain.
- 19 avril : Pelageya Fedorovna Shajn (morte en 1956), astronome russe.
- 20 avril : Hu Xiansu (mort en 1968), botaniste chinois.

- 5 mai : August Dvorak (mort en 1975), pédagogue et professeur en psychologie américain, créateur du clavier Dvorak.
- 14 mai : Cecil Edgar Tilley (mort en 1973), pétrologiste australo-britannique.

- 5 juin : Giuseppe Tucci (mort en 1984), universitaire et orientaliste italien.
- 25 juin : Hermann Oberth (mort en 1989), physicien allemand, il fut l'un des pères du vol spatial.
- 9 juillet : Piotr Kapitsa (mort en 1984), physicien russe, prix Nobel de physique en 1978.
- 17 juillet : Georges Lemaître (mort en 1966), chanoine catholique et astronome belge.
- 19 juillet : Alexandre Khintchine (mort en 1959), mathématicien russe.
- 20 juillet : Odette du Puigaudeau (mort en 1991), ethnologue française.

- 2 août : Raymond de Saussure, (mort en 1971), psychanalyste suisse.

- 12 septembre : Dorothy Maud Wrinch (morte en 1976), mathématicienne et théoricienne en biochimie anglaise.

- 18 octobre : Carl Leavitt Hubbs (mort en 1979), ichtyologiste américain.
- 27 octobre : John Lennard-Jones (mort en 1954), physicien théoricien, chimiste théoricien anglais.

- 16 novembre : Mikhaïl Ocharov (mort en 1937), ethnographe et artiste russe et soviétique.
- 26 novembre : Norbert Wiener (mort en 1964), mathématicien américain, inventeur de la cybernétique.

- 15 décembre : Allie Vibert Douglas (morte en 1988), astrophysicienne canadienne.
- 26 décembre : Raymond Oliver Faulkner (mort en 1982), égyptologue anglais.
- 28 décembre : Alfred Sherwood Romer (mort en 1973), paléontologue et zoologiste américain.

## Décès

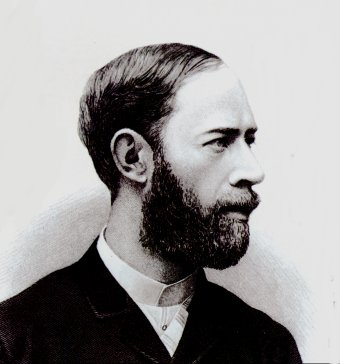
Heinrich Rudolf Hertz

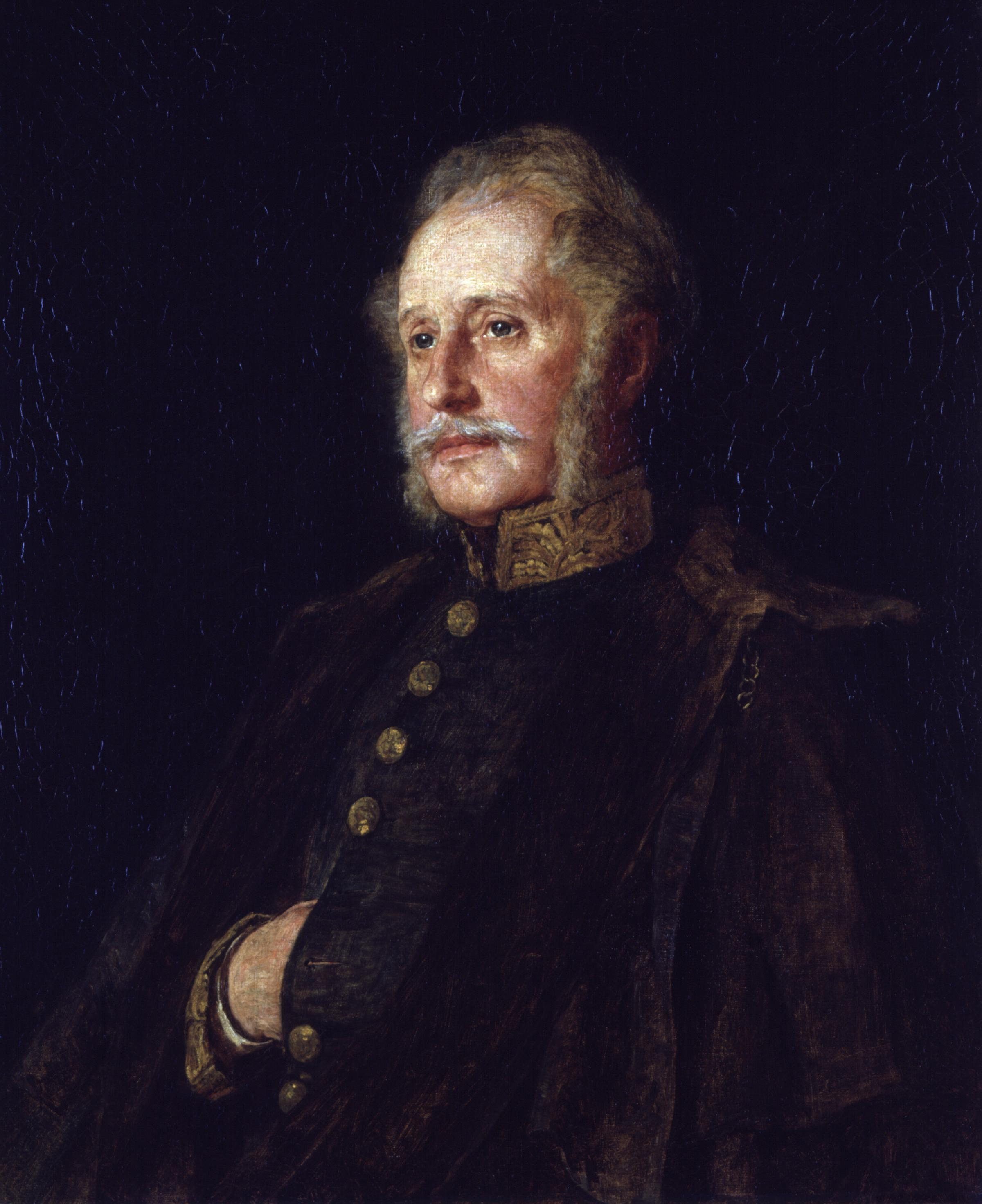
Brian Houghton Hodgson

- 1er janvier : Heinrich Rudolf Hertz (né en 1857), ingénieur et physicien allemand.
- 8 janvier : Pierre-Joseph van Beneden (né en 1809), paléontologue et zoologiste belge.
- 20 janvier : Leopold Ivanovitch von Schrenck (né en 1826), naturaliste, ethnologue et zoologiste russe.

- 3 février : Edmond Frémy (né en 1814), chimiste français.
- 6 février : Theodor Billroth (né en 1829), chirurgien autrichien d'origine allemande, fondateur de la chirurgie abdominale.
- 7 février : Johannes Dümichen (né en 1833), égyptologue prussien.

- 16 mars : William Pengelly (né en 1812), géologue et  archéologue britannique.
- 23 mars : John Jenner Weir (né en 1822), fonctionnaire britannique, entomologiste et ornithologue amateur.
- 31 mars : William Robertson Smith (né en 1846), anthropologue britannique.

- 5 avril : Edmond Modeste Lescarbault (né en 1814), astronome amateur français.
- 15 avril : Jean Charles Galissard de Marignac (né en 1817), chimiste et professeur suisse.

- 17 mai : Obsèques de Pierre Théodore Virlet d'Aoust (né en 1800), géologue français.
- 23 mai :
  - Brian Houghton Hodgson (né en 1800), administrateur colonial, ethnologue et naturaliste britannique.
  - George John Romanes (né en 1848), naturaliste et psychologue britannique.

- 15 juin : Valentine Ball (né en 1843), géologue et ornithologue irlandais.
- 28 juin : Moritz Traube (né en 1826), chimiste allemand.

- 5 juillet : Austen Henry Layard (né en 1817), voyageur, archéologue, cunéiformiste, historien de l'art et dessinateur britannique.

- 19 août : Émile Masqueray (né en 1843), anthropologue, ethnologue, linguiste et écrivain français.
- 22 août : Jean-Baptiste Rames (né en 1832), géologue et archéologue français.

- 8 septembre : Hermann von Helmholtz (né en 1821), physicien et physiologiste prussien.
- 15 septembre : Ariodante Fabretti (né en 1816), archéologue et homme politique italien.

- 5 octobre : Jules de Laurière (né en 1825), archéologue français.

- 28 novembre : Charles Thomas Newton (né en 1816), archéologue britannique.
- 9 septembre : Heinrich Karl Brugsch (né en 1827), égyptologue allemand.